# Дихтау
Дихтау (карач.-балк. Дых тау, укр. Крута гора) — одна з головних вершин Бічного хребта в центральній частині Великого Кавказу в Кабардино-Балкарії. Висота 5204,7 м.

## Географія
Дихтау друга за висотою вершина Кавказу (поступається тільки Ельбрусу). Являє собою пірамідальний масив, складений кристалічними породами з вираженими Головною (5204,7 м) та Східною (5180 м) вершинами, розділених вузькою крутою сідловиною. Крім того, в масиві Дихтау альпіністами окремо виділяється 50-метровий жандарм — Пік Пушкіна (5100 м).

Дихтау. Північний ракурс. Світлина з перевалу Кель-Баші.

На Дихтау прокладено більше 10-ти альпіністських маршрутів. Мінімальна складність 4А (за російською класифікацією) .
Перше сходження на вершину було здійснено у 1888 році Альбертом Маммері з гірським гідом Генріхом Цурфлюхом (Heinrich Zurfluh) по південно-західному гребеню (4Б). В історію альпінізму він вписав своє ім'я швидкісним підйомом (протягом 11 години) по південному гребеню Дихтау (її східного піку, 5180м), яка на той час була найвищою непокореною вершиною Європи. Пара піднялася крижаним кулуаром на крутий передверховий південно-західний гребінь з якого і вийшла на пік.
Район Безенгі. Льодовик. Складність сходження — 5Б.